# 久保田直樹
久保田 直樹（くぼた なおき、2001年〈平成13年〉5月17日 - ）は、大阪府出身の俳優である。2024年末で日本放映プロを退所し、2025年元日よりチーズfilm所属。

## 人物
- 特技は弓道（2段）[1]

## 主な作品

### 映画
- ちはやふる-結び-（2018年3月17日公開、監督：小泉徳宏、東宝[4]）[5]
- よしもと新喜劇映画 高校生探偵あいちゃん（2018年3月17日公開、監督：中村和宏、KATSU-do[6]）
- 焼肉ドラゴン（2018年6月22日公開、監督：鄭義信、KADOKAWA / ファントム・フィルム[7]）
- 灰（2021年公開、監督：西尾塁、右京太秦芸能人会） - 主演・市やん 役 ※友金晴海とダブル主演[8]
- 這イヨル仮面（2021年2月9日公開、監督：常岡里咲、日本写真映像専門学校映像クリエイション学科 2020年度卒業制作） - 土井剛 役[9]
- 笑いのカイブツ（2024年1月5日公開、監督：滝本憲吾、ショウゲート / アニモプロデュース） - 声の出演[10]

### ドラマ
- 木曜ミステリー（テレビ朝日系）
  - 捜査地図の女 最終話（2012年12月6日）[11] - 宗方亮介（少年期） 役
  - 刑事110キロ 第1シリーズ 第6話（2013年5月30日） - 上杉健太 役
- 特集ドラマ 喧噪の街、静かな海（2016年7月18日、NHK総合）[注 1]
- 連続テレビ小説（NHK）
  - スカーレット 第137回 - 第143回（2020年3月13日 - 3月20日） - 安田智也 役[13]
  - おちょやん 第105回 - 最終回（2021年4月30日 - 5月14日）[14] - 大月正雄（劇中劇ラジオドラマ『お父さんはお人好し』：三男・浜三） 役
- よるドラ 閻魔堂沙羅の推理奇譚 第2回[15]（2020年11月7日、NHK総合） - 江藤聖也 役
- ∞ゾッキ 豊橋編 見張り台（監督：山田孝之、2022年5月22日、BSJapanext） - 主演・五木 役[16][17]
- コンビニ★ヒーローズ〜あなたのSOSいただきました!!〜 第4話（2022年11月2日、関西テレビ / 2022年11月6日、BSフジ） - ゲスト[18]（雅也 役）

### CM
- サカイ引越センター「ぶどう」篇（2017年）[19][20]
- JR西日本
- 大阪ガス
- 個別指導キャンパス
- 非破壊検査

### 情報番組
- おはよう朝日です（朝日放送）
- ビーバップ!ハイヒール（朝日放送）
- 歴史秘話ヒストリア（2018年1月5日・12日、NHK総合）[21] - 明治天皇 役
- 決戦! 源平の戦い（2022年4月9日、NHK BSプレミアム）[22]
- 歴史探偵（NHK総合）

### 教育ドラマ
- ぼくら、まほろば中男子バスケ部！（2015年）
- 山茶花の道（2016年）

### 舞台
- 吉本百年物語（2012年）

### スチールモデル
- 江崎グリコ

### モデル
- ティエラコム

### 声優
- アニメ東本願寺